# Homoneura intertincta
Homoneura intertincta är en tvåvingeart som först beskrevs av Fallen 1820.  Homoneura intertincta ingår i släktet Homoneura och familjen lövflugor. Inga underarter finns listade i Catalogue of Life.